# Giampaolo Caruso
Giampaolo Caruso (Avola, Sicília, 15 d'agost de 1980) és un ciclista italià, professional des del 2002.
En el seu palmarès destaca una victòria d'etapa al Tour Down Under, el Brixia Tour de 2009, i la Milà-Torí de 2014.
L'agost del 2015, l'UCI va anunciar que havia donat positiu per EPO en un control fora de competició realitzat el 2012. Se'l fa suspendre provisionalment a l'espera de posteriors proves.

## Palmarès
- 2000
  - 1r al Giro del Belvedere
  - 1r al Trofeu Gianfranco Bianchin
- 2001
  - Campió d'Europa en ruta sub-23
  - 1r a la Bratislava-Bradlo
- 2003
  - Vencedor d'una etapa del Tour Down Under
- 2008
  - Vencedor de la classificació de la muntanya a la Volta a Àustria
- 2009
  - 1r al Brixia Tour, vencedor de 2 etapes, de la classificació dels punts i de la muntanya
- 2014
  - 1r a la Milà-Torí

### Resultats al Tour de França
- 2012. 37è de la classificació general
- 2015. 90è de la classificació general

### Resultats al Giro d'Itàlia
- 2005. 19è de la classificació general
- 2006. 12è de la classificació general
- 2010. 46è de la classificació general
- 2011. 42è de la classificació general
- 2013. 41è de la classificació general
- 2014. Abandona (6a etapa)

### Resultats a la Volta a Espanya
- 2004. 72è de la classificació general
- 2005. 59è de la classificació general
- 2010. 36è de la classificació general
- 2013. 49è de la classificació general
- 2014. 15è de la classificació general